# Ashleigh Reid
Ashleigh Reid (* 25. Februar 1988) ist eine australische Leichtathletin, die sich auf den Hochsprung spezialisiert hat. Sie gewann 2015 bei den Ozeanienmeisterschaften in Cairns.

## Sportliche Laufbahn
Ashleigh Reid nahm nur an einer internationalen Meisterschaft, den Ozeanienmeisterschaften in Cairns teil und siegte dort mit übersprungenen 1,80 m. 
2012 wurde sie australische Meisterin im Hochsprung.